# Scarus koputea
Scarus koputea es una especie de peces de la familia Scaridae en el orden de los Perciformes.

## Morfología
Los machos pueden llegar alcanzar los 31 cm de longitud total.

## Distribución geográfica
Se encuentran en las islas Marquesas.